# Charles Malfray

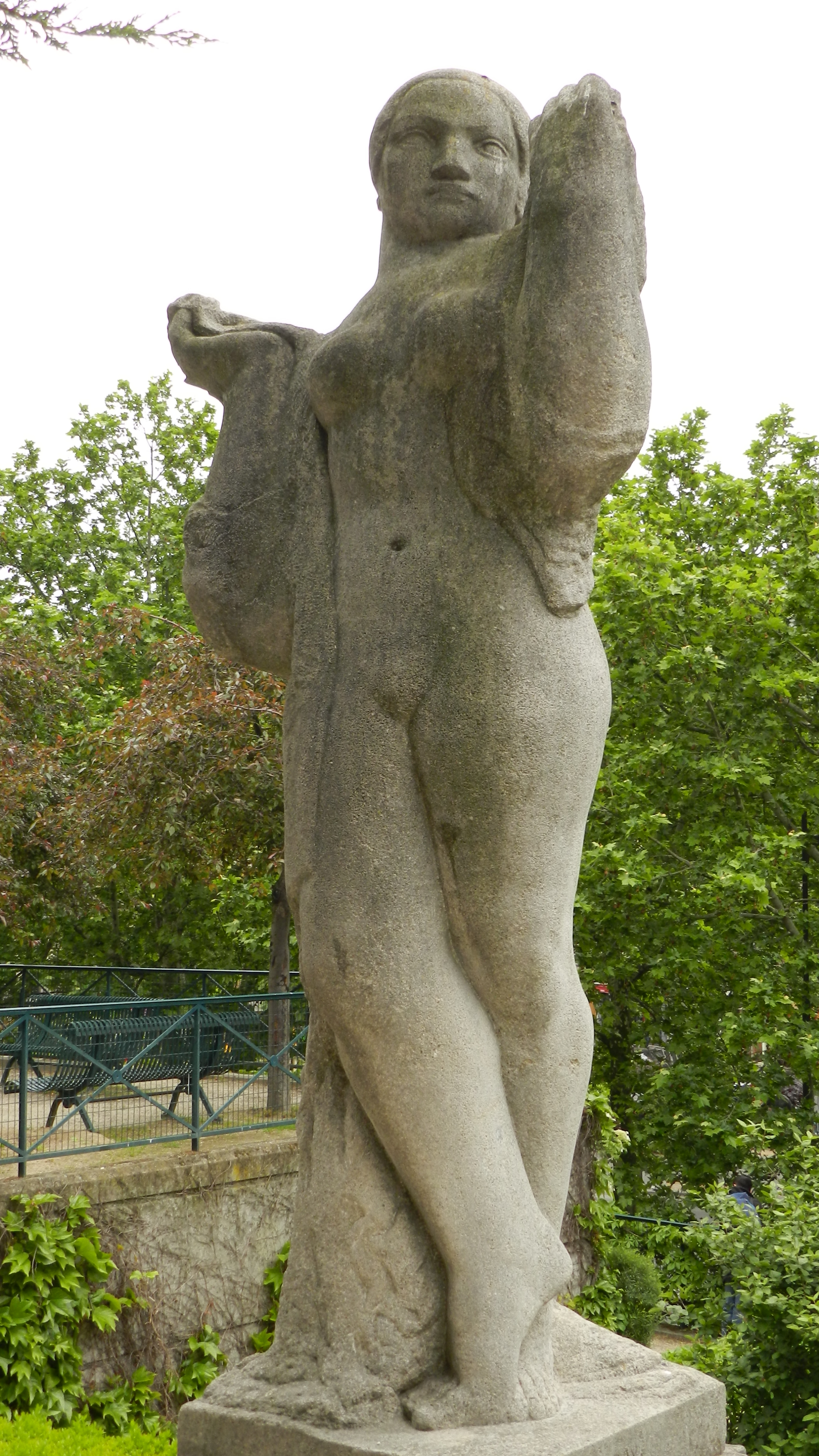
La Danse, Paris, jardin de Reuilly-Paul-Pernin.

Charles Malfray, né Eugène-Charles-Alexandre Malfray le 19 juillet 1887 à Orléans, et mort le 28 mai 1940 à Dijon, est un sculpteur et peintre français.

## Biographie
Né dans une famille de tailleurs de pierres et d'architectes, son père lui-même tailleur de pierre, Charles Alexandre Malfray fait son apprentissage chez le maître orléanais Alfred Lanson. Élève de l'école des beaux-arts d'Orléans, il en sort premier. En 1904, il suit les cours de l'École des arts décoratifs de Paris et de l'École des beaux-arts, fréquentant les milieux artistiques de Montmartre.
Attiré par l'art d'Auguste Rodin et d'Antoine Bourdelle, Charles Malfray il rejette dans les années 1900 le modèle académique. En 1916 il survit à l'enfer de la bataille de Verdun où il est gazé et demeure d'une santé fragile.
En 1920, il obtient le deuxième second grand prix de Rome, le premier prix revenant à Charles Georges Cassou.
Cette même année 1920, il crée les Monuments aux morts de Pithiviers et d'Orléans, dont le modernisme est extrêmement discuté : « Celui d'Orléans par M. Malfray a paraît-il, excité l'indignation plus que l'admiration. Cela honore le bon goût des Orléanais. Les deux caryatides à tête de dieu hindou, viandes et soufflées comme des veaux à l'étal, sont un attentat à toutes les formes de décence ». Louis Vauxcelles défend l'artiste contre ses détracteurs : « Dès qu'une statue affecte une sévérité qui remémore l'archaïsme, les benêts crient à l'art boche. Malfray est en bonne compagnie : Bourdelle, Bernard et Auguste Perret ont connu cette injure. ».
Ruiné par ces travaux, malade des suites de la guerre, il abandonne presque la sculpture. Mais en 1931, son ami Aristide Maillol le désigne comme son successeur à l'Académie Ranson. Tandis que Roger Bissière y enseigne la peinture et la fresque, Malfray a durant les années suivantes pour élèves dans son atelier : Étienne Martin, François Stahly et Jean Le Moal et retrouve le chemin de la création.
Soutenu par le ministre de l'Éducation Jean Zay, Malfray a reçu plusieurs grandes commandes, notamment en 1936 pour le Palais de Chaillot (Le Printemps) et en 1938 pour un jardin public de la ville de Limoges (La Source du Taurion). Venu y soigner une vieille tante, il meurt subitement en 1940 lors d'un passage à Dijon, dans la boutique d'un pharmacien.
Le nom de Charles Malfray a été donné à une rue d'Orléans.

## Citations de l'artiste[6]
« La sculpture, pas plus que la peinture, n'a pour but de “représenter” la nature. Au contraire, la nature n'est qu'un “prétexte” et un moyen pour manifester son “moi”. L'art est et doit être “création” pur du cerveau et du cœur. »
« L'art est d'évoquer ces grandes vérités il est plus grand ainsi que s'il a la prétention de vouloir définir : car rien dans la vie n'est et ne peut être défini : tout n'est que sensations, désirs, intentions; pas plus que le ciel et comme lui l'art qui est son fils unique ne peut être défini. »

## Réception critique
« Les figures de Malfray font corps avec la masse de la pierre. Il ne fait pas de charme : sa sculpture est solidement construite, elle est terrienne, comme la Beauce dont Malfray est issu. Ses femmes ont des membres lourds, des figures en largeur, une chevelure opulente avec des recherches décoratives évoquant celles de la statuaire grecque. »

— Olga Fradisse [conservateur des musées d'Orléans], préface à Hommage à Charles Malfray, Orléans, Musée des Beaux-Arts, 1967.

## Collections publiques
- Boulogne-Billancourt, musée des Années 30 :
  - Torse de femme, vers 1930, 0,47 x 0,51 x 0,41 m,  n° d'inventaire AM802S.
  - Maternité, 1920 ;
- Lyon, musée des beaux-arts : Torse de nageuse ;
- Orléans, musée des beaux-arts :
  - La Danse, bronze ;
  - Femme assise, bronze ;
  - Le Baiser, plâtre ;
  - La Beauce, plâtre ;
  - Torse de baigneuse, plâtre ;
  - Homme marchant avec une besace, plâtre ;
  - Torse de femme, plâtre ;
  - Deux baigneuses, plâtre ;
  - La Danse, plâtre ;
  - Nu couché, sanguine ;
  - Jeunes femmes, sanguine ;
  - Groupe de trois figures, sanguine ;
  - Nu assis, sépia.
- Paris, Musée d'Art moderne de Paris :  
  - Femme s'essuyant les pieds, vers 1928 - 1930, plâtre, 52,7 x 46 x 51,5 cm, n° d'inventaire AMS451 ;
  - Femme s'essuyant les pieds, vers 1928 - 1929, plâtre, 52,7 x 46 x 51,5 cm, n° d'inventaire AMS452 ;
  - Baigneuse, 1930, bronze, 62 x 43,5 x 57 cm, tirage 1/8, n° d'inventaire AMS335
  - La Vérité, vers 1932, plâtre, 120 x 68,5 x 59 cm, n° d'inventaire AMS201 ;
  - Femme endormie, vers 1939, pierre, 23 x 41 x 17,5 cm, n° d'inventaire AMS163 ;
  - 54 peintures et dessins[7]
- Paris, musée national d'art moderne :

sculptures
- - Le Silence, 1918, plâtre, 0,29 x 0,19 x 0,18 m, n° d'inventaire AM938S ;
  - Femme s'essuyant un pied, 1928, plâtre, 0,22 x 0,19 x 0,2 m, n° d'inventaire AM937S ;
  - La Vérité, 1932, plâtre, 1,24 x 0,68 x 0,59 m, n° d'inventaire AM942S ;
  - Torse de nageuse, 1936, plâtre, 0,87 x 0,68 x 0,35 m, n° d'inventaire AM940S ;
  - La Source du torrent, 1937, plâtre, 0,55 x 0,89 x 0, m, n° d'inventaire AM941S ;
  - Tête du printemps, 1937, plâtre, 0,24 x 0,273 x 0,265 m, n° d'inventaire AM939S ;
  - La Danse, 1938, plâtre peint, 0,23 x 0,12 x 0,045 m, n° d'inventaire AM936S.

Œuvres sur papier :
- - Nu couché lisant, 1937, sanguine, 0, 51 x 0,6 m, n° d'inventaire LUX.807D ;
  - Nu couché de dos, 1937, sanguine, 0,29 x 0,48 m, recto, n° d'inventaire AM1414D(R) et Nu couché, 1937, graphite sur papier, 0,29 x 0,48 m, verso, n° d'inventaire AM1414D(V) ;
  - Nu couché, 1937, sanguine, 0,28 x 0,42 m, recto, n° d'inventaire AM1415D(R) et Sans titre, 1937, dessin, 0,42 x 0,28 m, verso, n° d'inventaire AM1415D(V).
- Roubaix, La Piscine, musée d'art et d'industrie André-Diligent : 
  - Torse de nageuse, 1936, plâtre, 1,09 x 0,46 x 0,37 m,  n° d'inventaire D994.4.36[8],[9] ;
- Troyes, musée d'art moderne : 
  - Femme assise aux bras levés, 1919, bronze, hauteur 52 cm, catalogue collection II n° 100.